# كنيس بلز الكبير

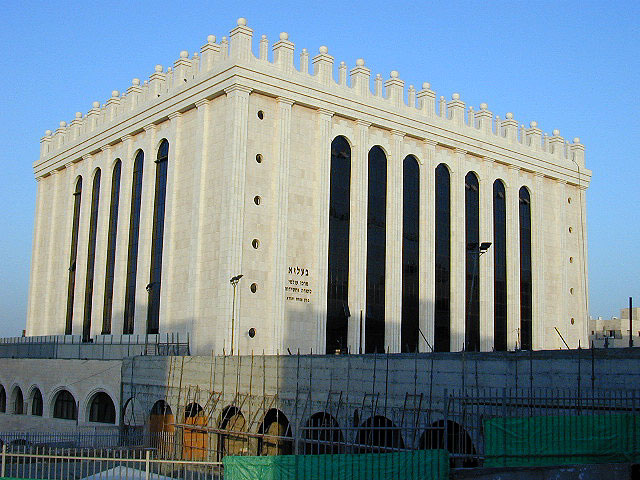
كنيس الكبير بلز

كنيس بلز الكبير هو أكبر الكنائس في القدس. يوجد الكنيس في حارة «كريات بلز» في مدينة القدس.
الحاخام ييساخار دوف روكخ (الثاني) من بلز، كان تبني خطط لكنيس ضخم على مكان كريات بلز في القدس.